# Georges Henri Halphen
Pour les articles homonymes, voir Halphen.
Georges Henri Halphen, né à Rouen le 30 octobre 1844 et mort à Versailles le 21 mai 1889 , est un mathématicien français.

## Biographie
Fils de Jonas Halphen (1804-1848), commissionnaire en tissus et de Palmyre née Lipman (1819-1911), Georges Halphen fait ses études à l'École Polytechnique (Promotion X1862) et mène de front des carrières militaire et scientifique.
En 1880, il est le lauréat du Grand prix des sciences mathématiques de l’Académie des sciences pour « le perfectionnement de la théorie des équations différentielles », face à l’étude d'Henri Poincaré qui reçoit  la mention du jury.
En 1882, il remporte le prix Steiner de l’Académie royale des sciences de Prusse, et assure la présidence de la Société mathématique de France .
Il reçoit le prix Poncelet en 1884 et est élu membre de l'Académie des sciences en 1886.
Terrassé par une pneumonie, il meurt le 21 mai 1889, à l'âge de 44 ans, laissant six enfants et une épouse enceinte d'une septième - qui sera prénommée Georgette.[à vérifier]
En 1872, il avait épousé Rose Marguerite Aron, dont il eut huit enfants, quatre fils et quatre filles. Sur les quatre fils, trois firent des carrières militaires et deux d'entre eux furent tués pendant la Première Guerre mondiale. Louis Halphen (1880-1950) est l'un des grands historiens français du haut Moyen Âge ; Charles Halphen (1885-1915) fut secrétaire général de la Société mathématique de France. Un de ses petits-fils, Étienne Halphen (en) (1911–1954), fut également un éminent mathématicien.

## Décorations
- Officier de la Légion d'honneur (1888)[4]